# Sternidae
Los charranes o estérnidos son aves marinas pertenecientes a la familia Sternidae. Poseen una distribución global y normalmente se encuentran cerca de mares, ríos y humedales. Anteriormente se los consideraba una subfamilia de las gaviotas, Laridae, pero posteriormente se les ha dado estatus de familia y dividido en once géneros.
Son aves de patas cortas, picos largos, colas ahorquilladas, delgadas y de complexión ligera. La mayoría de las especies son gris pálido con blanco en áreas inferiores, con un parche negro contrastante en la cabeza. Sin embargo, los charranes de ciénaga, los charranes incas y algunos anous tienen plumajes oscuros por lo menos en alguna época del año. No hay diferenciación sexual notoria, pero las aves jóvenes son claramente distinguibles de las adultas. Los estérnidos tienen un plumaje no reproductivo, que consiste en una frente blanca y un parche negro reducido.
Los estérnidos son aves de hábitats abiertos que se aparean en colonias ruidosas y ponen huevos directamente en el terreno, con poco o nada de material para el nido. Los charranes de ciénaga construyen nidos flotantes a partir de la vegetación en sus hábitats de humedal, y unas pocas especies anidan en árboles, en despeñaderos o en resquicios. Únicamente el charrán blanco pone un solo huevo directamente en una rama de árbol. Las puestas varían de uno a tres huevos dependiendo de la especie. La mayoría de las especies se alimentan de peces, obtenidos por caza a través de clavados, pero los charranes de ciénaga son insectívoros y algunos de los charranes más grandes complementan su dieta con vertebrados terrestres pequeños. Algunos charranes migran largas distancias, y puede que el charrán ártico vea más luz diurna al año que cualquier otro animal.
Los charranes son aves con alta esperanza de vida y se encuentran relativamente libres de depredadores y parásitos naturales; sin embargo, la mayoría de las especies está decayendo en número debido a actividades humanas,[cita requerida] ya sea directa o indirectamente, entre las que se incluyen la pérdida de hábitats, la contaminación, las perturbaciones y la depredación por mamíferos introducidos. Los charranes chinos crestados están en situación crítica y otras tres especies se consideran en peligro de extinción. Los acuerdos internacionales estipulan medidas de protección, pero los adultos y huevos de algunas especies se siguen usando como alimento en los trópicos. Los huevos de dos especies se comen en las Indias Occidentales, pues se cree que tienen propiedades afrodisíacas.

## Taxonomía
El orden de las aves Charadriiformes contiene 19 familias de aves marinas y límicolas. Dentro del orden los estérnidos forman un linaje con las gaviotas y, de forma menos cercana con los rayadores, págalos y álcidos. Los primeros autores como Conrad Gessner, Francis Willughby, y William Turner no separaron claramente a los charranes de las gaviotas, pero Lineo reconoció la distinción en Systema Naturae (1758) colocando a las gaviotas en el género Larus y a los charranes en Sterna. Dio a Sterna la descripción de rostrum subulatum, "pico de punzón", refiriéndose a los picos largos y puntiagudos de este grupo de aves, característica que lo distingue de las gaviotas que tienen el pico más grueso. La morfología y conducta de los charranes sugiere que estos están relacionados más cercanamente con las gaviotas que con los rayadores o los págalos, y aunque Charles Lucien Bonaparte haya creado la familia Sternidae para los charranes en 1838, por muchos años se consideraron una subfamilia, Sterninae, de la familia de las gaviotas, Laridae. Las relaciones entre varias de las especies de charrán y otros Charadriiformes solían ser difíciles de esclarecer, debido a un registro fósil pobre y la correcta identificación de algunos descubrimientos.
Después de la investigación genética realizada a principios del siglo XXI, los charranes se comenzaron a tratar como una familia separada: Sternidae. La mayoría de los charranes se trataban como un gran género, Sterna, con solamente algunas especies colocadas en otros géneros; en 1959, únicamente los noddies y el charrán inca se excluían de Sterna. Un análisis reciente de secuencias de ADN dio base a la división de Sterna en varios géneros más pequeños. Un estudio de parte del citocromo b demostró una relación cercana entre los charranes y un grupo de aves limícolas del suborden Thinocori. Estos resultados se oponen a otros estudios moleculares y morfológicos que pueden ser interpretados como muestra de un alto grado de convergencia evolutiva entre los charranes y estas aves limícolas o la retención de un genotipo antiguo.
La palabra "stearn" era utilizada para estas aves en idioma anglosajón desde el siglo VIII y aparece en el poema El navegante, escrito en el siglo IX o antes. Variantes como "tearn" aparecieron alrededor del siglo XI aunque la versión más antigua permaneció en el dialecto de Norfolk por varios siglos. Actualmente el vocablo se utiliza tanto para el charrán común como para las especies marinas. Algunas autoridades consideran que "tearn" y formas similares son variantes de "stearn", mientras que otros establecen que las palabras derivan de vocablos ingleses para equivalentes escandinavos como terne del Danés, tärna del sueco o terna del Noruego, y finalmente del nórdico antiguo þerna. Lineo adoptó "stearn" o "sterna" (las cuales habían sido utilizadas por el naturalista William Turner en 1544 como una latinización de una palabra inglesa, posiblemente "stern") o un equivalente del germánico del norte para el nombre de su género Sterna.

### Especies
El cladograma muestra las relaciones entre el género de los estérnidos, y las especies actualmente reconocidas, basadas en estudios de ADN mitocondrial:
- Género Anous — bobos
  - Charrán pardo (Anous stolidus)

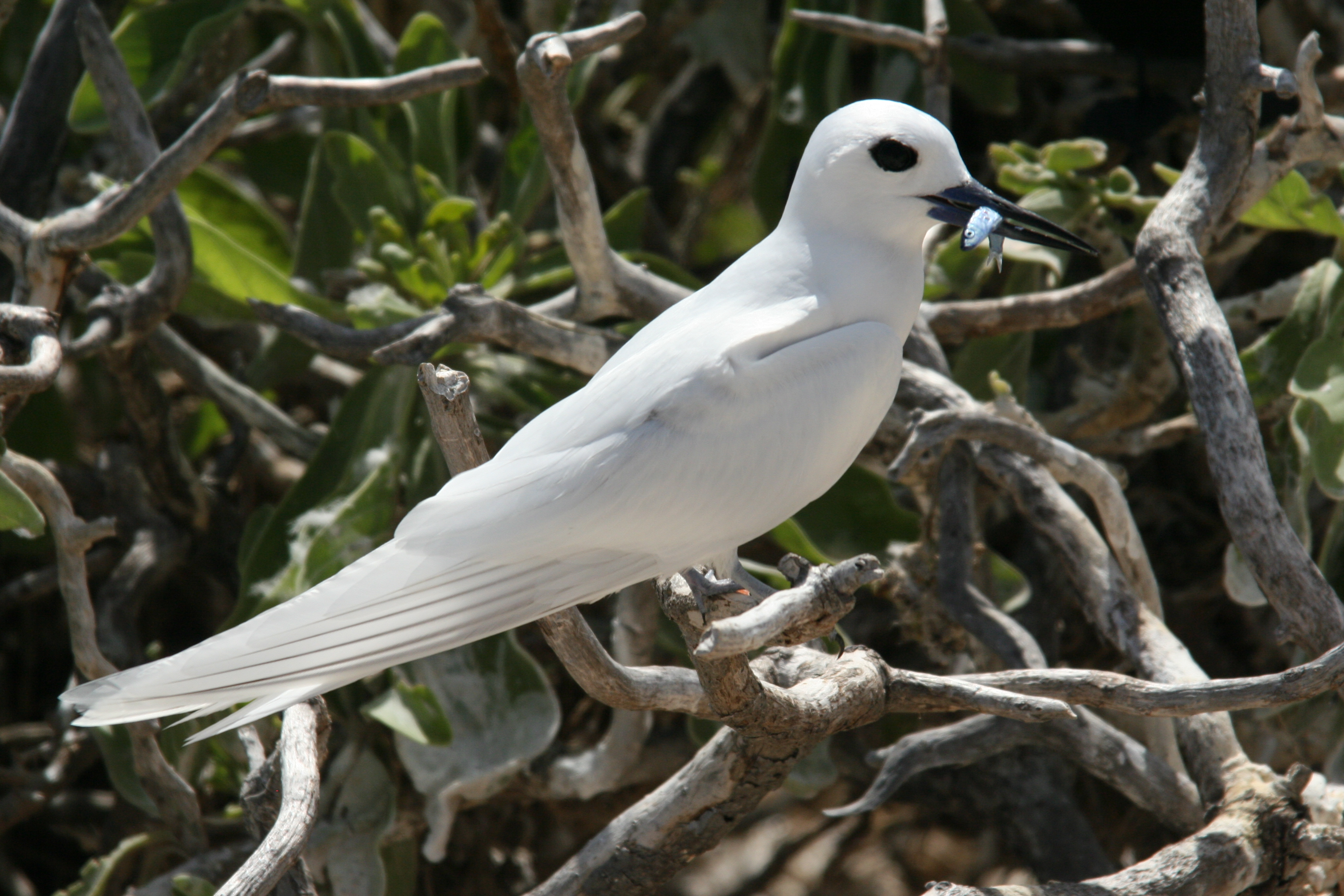
Charrán blanco con pescado.

  - Charrán negro (A. minutus en ocasiones considerado una subespecie del bobo menor).[21]
  - Charrán menor (A. tenuirostris)
- Género Procelsterna — bobos
  - Gaviotín de San Ambrosio (Procelsterna cerulea)
  - Charrán gris (P. albivitta en ocasiones considerado una subespecie del Gaviotín de San Ambrosio)[21]
- Género Gygis — bobos
  - Charrán blanco (Gygis alba)

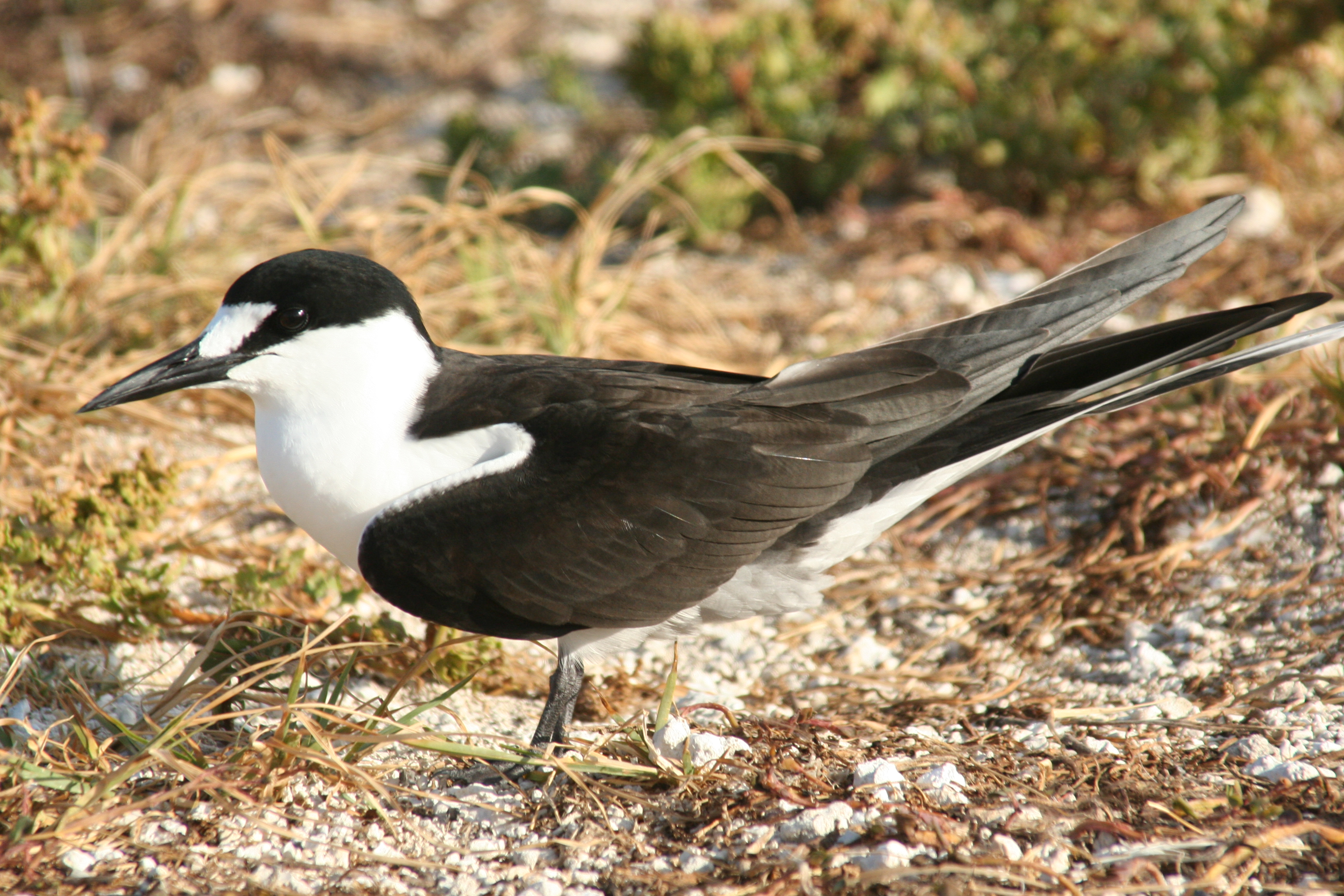
El charrán sombrío es una especie oceánica de lomo oscuro.

- Género Onychoprion — Charranes de lomo negro
  - Charrán lunado (Onychoprion lunatus)
  - Charrán embridado (O. anaethetus)
  - Charrán sombrío (O. fuscatus)
  - Charrán aleutiano (O. aleuticus)

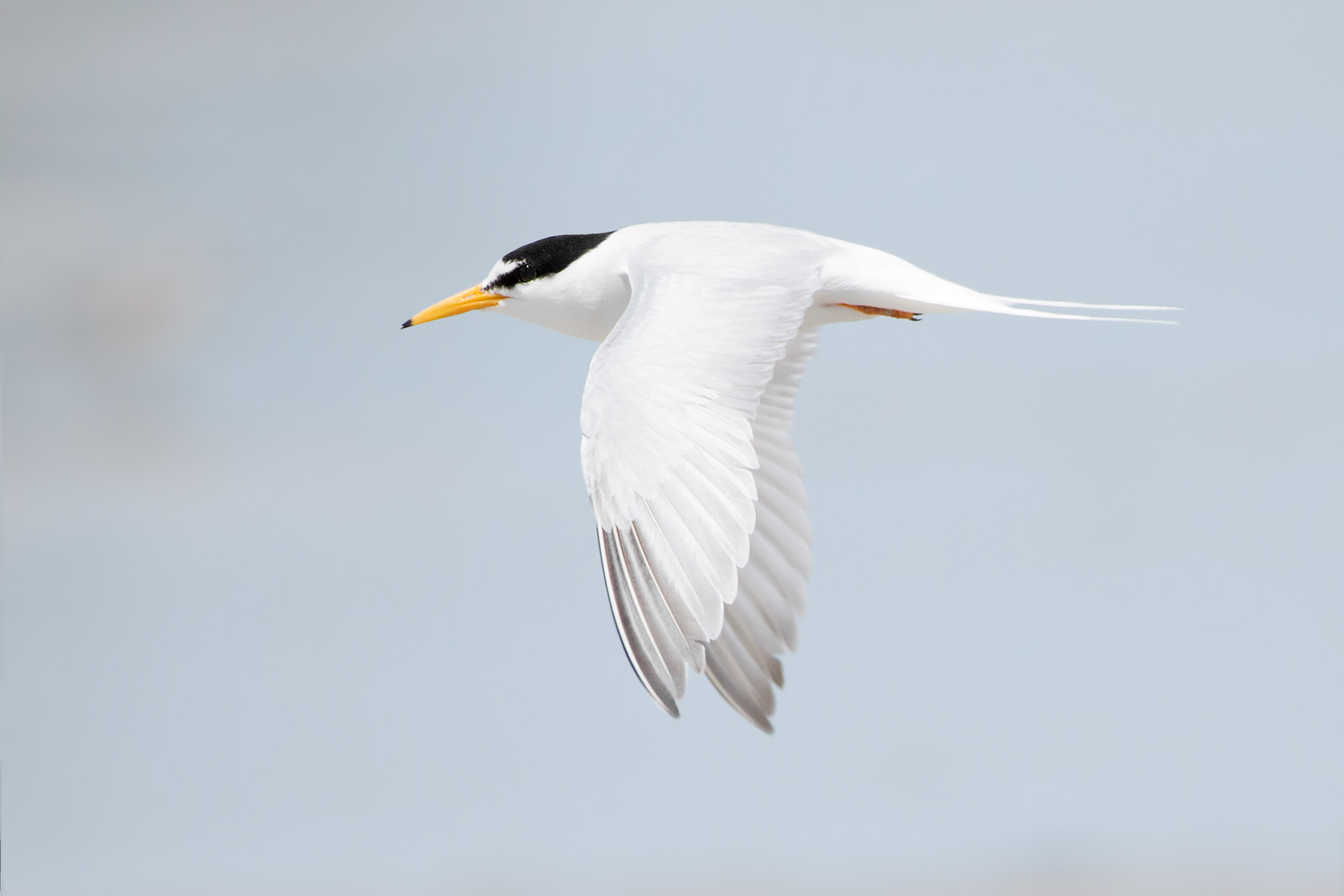
Charrancito común en vuelo mostrando la cola ahorquillada.

- Género Sternula — Charranes pequeños blancos
  - Charrancito australiano (Sternula nereis)
  - Charrán de Damara (S. balaenarum)
  - Charrancito común (S. albifrons)
  - Charrán de Saunders (S. saundersi antes considerado una subespecie del charrancito común)[22]
  - Charrancito americano (S. antillarum antes considerado una subpespecie del charrancito común)[22]
  - Charrancito amazónico (S. superciliaris)
  - Charrancito peruano (S. lorata)
- Género Phaetusa — Charranes de pico grande
  - Atí (Phaetusa simplex)
- Género Hydroprogne — Charranes caspianos
  - Pagaza piquirroja (Hydroprogne caspia)

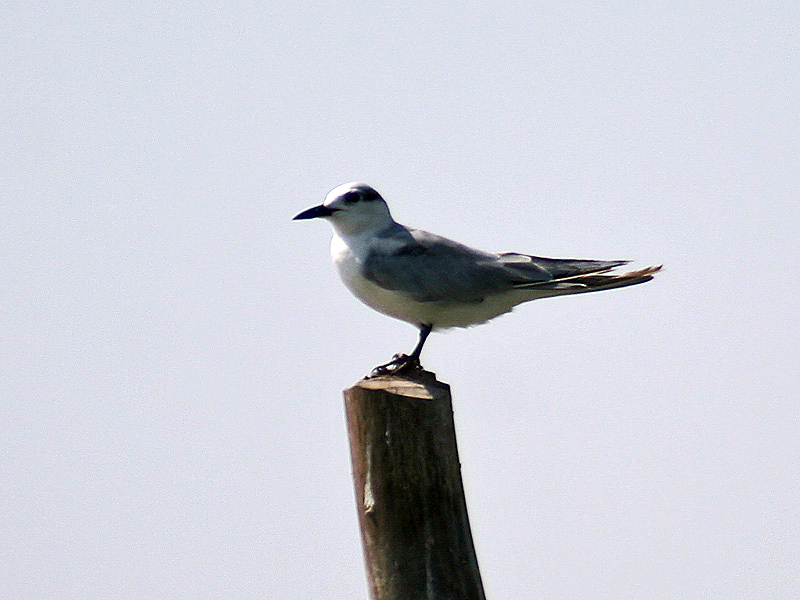
La pagaza piconegra a veces depreda a polluelos y jóvenes de otros charranes.

- Género Gelochelidon — Charranes con pico de gaviota
  - Pagaza piconegra (Gelochelidon nilotica)
- Género Larosterna — Charranes incas
  - Charrán inca (Larosterna inca)

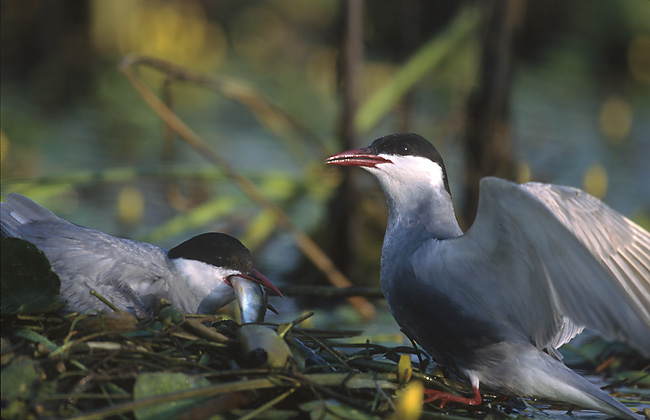
El fumarel cariblanco es un charrán de ciénaga insectívoro

- Género Chlidonias — Charranes de ciénaga
  - Fumarel común (Chlidonias niger)
  - Fumarel aliblanco (o fumarel común de alas blancas C. leucopterus)
  - Fumarel cariblanco (C. hybridus)
  - Fumarel neozelandés (C. albostriatus a veces clasificado en Sterna)[23]
- Género Thalasseus — Charranes de cresta
  - Charrán bengalí (Thalasseus bengalensis)
  - Charrán real (T. maximus)
  - Charrán piquigualdo ( T. bergii)
  - Charrán chino (T. bernsteini)
  - Charrán elegante (T. elegans)
  - Charrán patinegro (T. sandvicensis)
  - Charrán patinegro americano (T. acuflavidus recién distinguido de T. sandvicensis)[24]

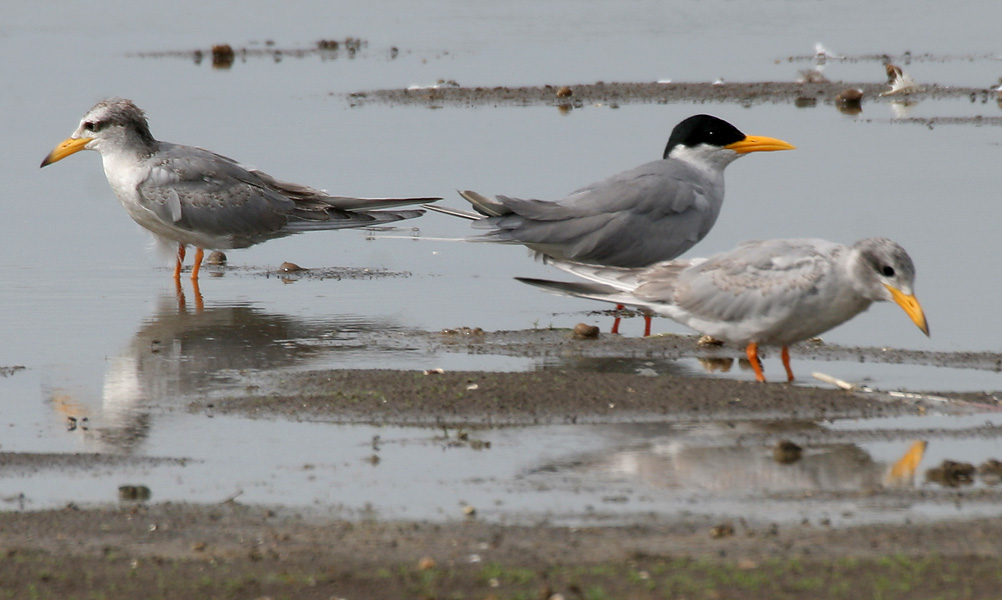
Adultos y jóvenes de charrán de río.

- Género Sterna — Grandes charranes blancos
  - Golondrina de mar (Sterna forsteri)
  - Charrán coroniblanco (S. trudeaui)
  - Charrán común (S. hirundo)
  - Charrán rosado (S. dougallii)
  - Gaviotín de frente blanco (S. striata)
  - Charrán sumatrano (S. sumatrana)
  - Gaviotín Suramericano (S. hirundinacea)
  - Charrán antártico (S. vittata)
  - Charrán de Kerguelen (S. virgata)
  - Charrán ártico (S. paradisaea)
  - Charrán de río (S. aurantia)
  - charrán ventrinegro (S. acuticauda posiblemente Chlidonias)[13]
  - Charrán de mejillas blancas (S. repressa posiblemente Chlidonias)[13]

Además de las especies existentes, el récord fósil incluye a las paleo especie del Mioceno, Sterna milne-edwardsii.
Los géneros Anous, Procelsterna y Gygis se conocen colectivamente bobos, las especies de Chlidonias son los charranes de ciénaga, y todos los demás los charranes marinos.

## Descripción

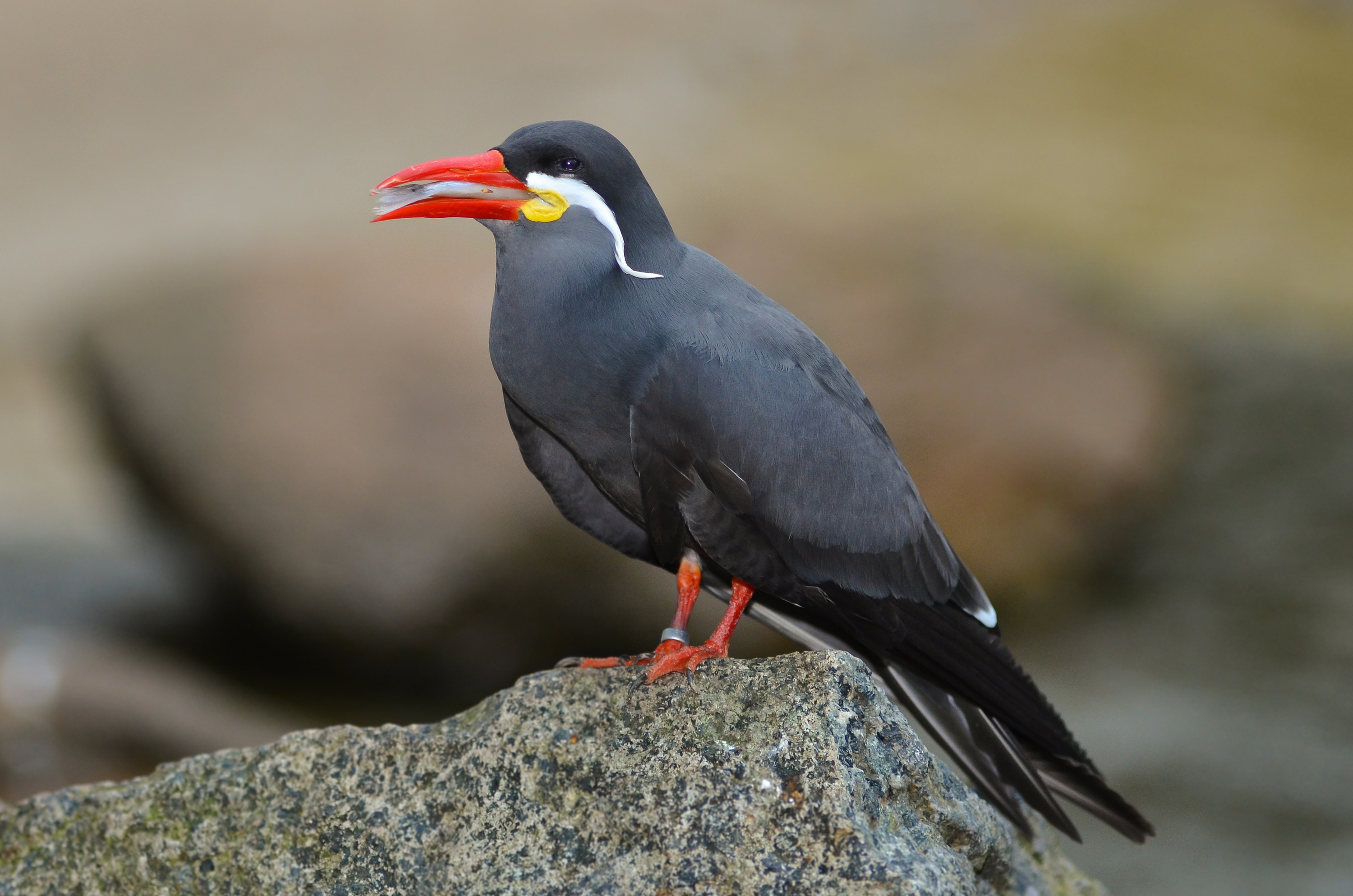
El plumaje del charrán inca es atípico en la familia.

Los charranes varían en tamaño, desde el charrán menor con 23 cm. en longitud y peso de 30 - 45 g, hasta la pagaza piquirroja con 56 cm. y 500 - 700 g. Tienen picos más largos, cuerpos más ligeros y aerodinámicos que las gaviotas y sus colas largas y alas largas y delgadas les confieren un vuelo elegante. Los plumajes de los machos y las hembras son idénticos, aunque el macho puede ser 2–5% más grande que la hembra y generalmente tiene un pico que es relativamente más largo. Los charranes marinos tienen colas notoriamente ahorquilladas y una como mínimo una "V" sutil se puede observar en todas las otras especies. Los bobos (géneros Anous, Procelsterna y Gygis) tienen inusuales colas con forma de cuña, pues las plumas más largas de la cola son las centrales de los extremos, más que las externas o medias. Aunque sus patas son cortas, los charranes pueden correr bien. A pesar de tener pies palmeados, rara vez nadan, descendiendo del vuelo al agua solo para bañarse.
La mayoría de los charranes marinos tienen plumajes grises claro o blancos en la adultez. Las patas y pico son combinaciones variadas de rojo, naranja, amarillo o negro dependiendo de la especie. El plumaje pálido es conspicuo desde la distancia en el mar y puede atraer a otras aves a una buena área de alimentación para esta especie piscívora. Cuando se ve en contraposición con el cielo, las partes inferiores blancas ayudan al ave que está cazando a esconderse de su presa. El charrán inca tiene un plumaje negro principalmente y tres especies que comen insectos, el fumarel común, el fumarel aliblanco y el charrán ventrinegro tienen partes inferiores en la temporada de apareamiento. Los bobos Anous tienen un plumaje oscuro con un parche pálido en la cabeza. La razón de la oscuridad de su plumaje es desconocida, pero se ha sugerido que en áreas tropicales donde los recursos alimenticios son escasos, la coloración menos sobresaliente hace más difícil para otros bobos la detección de un ave que se está alimentando. El tipo de plumaje, especialmente el patrón en la cabeza se encuentra ligado a la filogenia de los estérnidos, y se cree que los bobos de parche pálido en la cabeza y cuerpos oscuros divergieron antes que los otros géneros de una gaviota ancestral de cabeza blanca, seguidos de los grupos Onychoprion y Sternula que tienen la cabeza parcialmente negra.
Los charranes juveniles tienen partes inferiores de matices pardos o amarillos, y las plumas tienen bordes oscuros que otorgan una apariencia escamosa al plumaje. Estos tienen bandas negras en las alas y colas cortas. En la mayoría de las especies la muda subsecuente no inicia hasta la migración, el plumaje se torna más como el de un adulto pero reteniendo algunas plumas juveniles y una frente con un parche negro solamente parcial. Para el segundo verano, la apariencia es muy similar a la de un adulto, y el plumaje maduro es conseguido alrededor del tercer año. Después del apareamiento, los charranes mudan a un plumaje de invierno, el cual típicamente incluye un color blanco en la frente. Plumajes aberrantes como el melanismo o albinismo son mucho más raros en los charranes que en las gaviotas.

### Voz
Los charranes tienen un amplio repertorio de vocalizaciones. Por ejemplo, el charrán común tiene un aviso de alarma distintivo, kee-yah que se utiliza como advertencia a intrusos, y un aviso más corto, kyar, que se presenta cuando un individuo emprende el vuelo en respuesta a una amenaza más seria; esto generalmente calla a una colonia ruidosa mientras los residentes evalúan el peligro. Otros llamados incluyen un keeur arrastrado, que es realizado cuando un adulto se acerca al nido con un pescado, y un kip que emiten durante el contacto social. Padres y polluelos pueden localizarse mutuamente por su llamado, y hermanos también reconocen sus vocalizaciones entre sí a partir del duodécimo día después de la eclosión, aproximadamente, lo que ayuda a mantener a la nidada unida.
Las diferencias vocales refuerzan la separación de especies cercanas como el charrancito americano y el charrancito común y puede ayudar a los humanos a distinguir especies similares como el charrán ártico y el común, pues los llamados de vuelo son únicos de cada especie.

## Distribución y hábitat

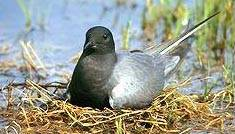
El fumarel común se reproduce en ciénagas tierra adentro.

Los estérnidos se encuentran en todo el mundo, reproduciéndose en todos los continentes, incluyendo la Antártida. Las especies encontradas más al norte y al sur son el charrán ártico y el antártico respectivamente. Muchos charranes de zonas templadas migran largas distancias, y el charrán ártico probablemente ve más luz diurna que cualquier otro animal pues migra de terrenos de apareamiento en el norte hacia aguas antárticas, un viaje de vuelta de más de 30 000 km (18 641 mi). Un charrán común que nació en Suecia fue encontrado muerto cinco meses después en la Isla Stewart, Nueva Zelanda, por lo que debió de haber volado al menos 25 000 km (15 534 mi). Las distancias de vuelo reales son mucho mayores que la ruta más corta posible. A través de geolocalización los charranes árticos mostraron un promedio de 70 000 km (43 496 mi) en sus migraciones anuales.
La mayoría de los charranes se reproducen en áreas arenosas o rocosas en costas e islas. El charrancito amazónico, el atí y el fumarel neozelandés se reproducen en ríos únicamente y el charrán y charrancito común y el charrán menor también utilizan ubicaciones terrestres. Los charranes de ciénaga, los coroniblancos y las golondrinas de mar anidan en ciénagas tierra adentro. El charrán negro y el charrán blanco anidan en barrancos o en árboles. Los charranes migratorios se mueven de costa a costa después de reproducirse y la mayoría de las especies pasan el invierno cercanas a tierra aunque algunas especies marinas como el charrán aleutiano pueden deambular lejos de la misma. El charrán sombrío es enteramente oceánico cuando no se está reproduciendo y las aves jóvenes sanas no se ven en tierra hasta que regresan a aparearse, hasta 5 años después de emplumar. No poseen plumaje impermeable por lo que no pueden descansar en el mar. Donde pasan los años previos al apareamiento se desconoce.

## Conducta

### Reproducción

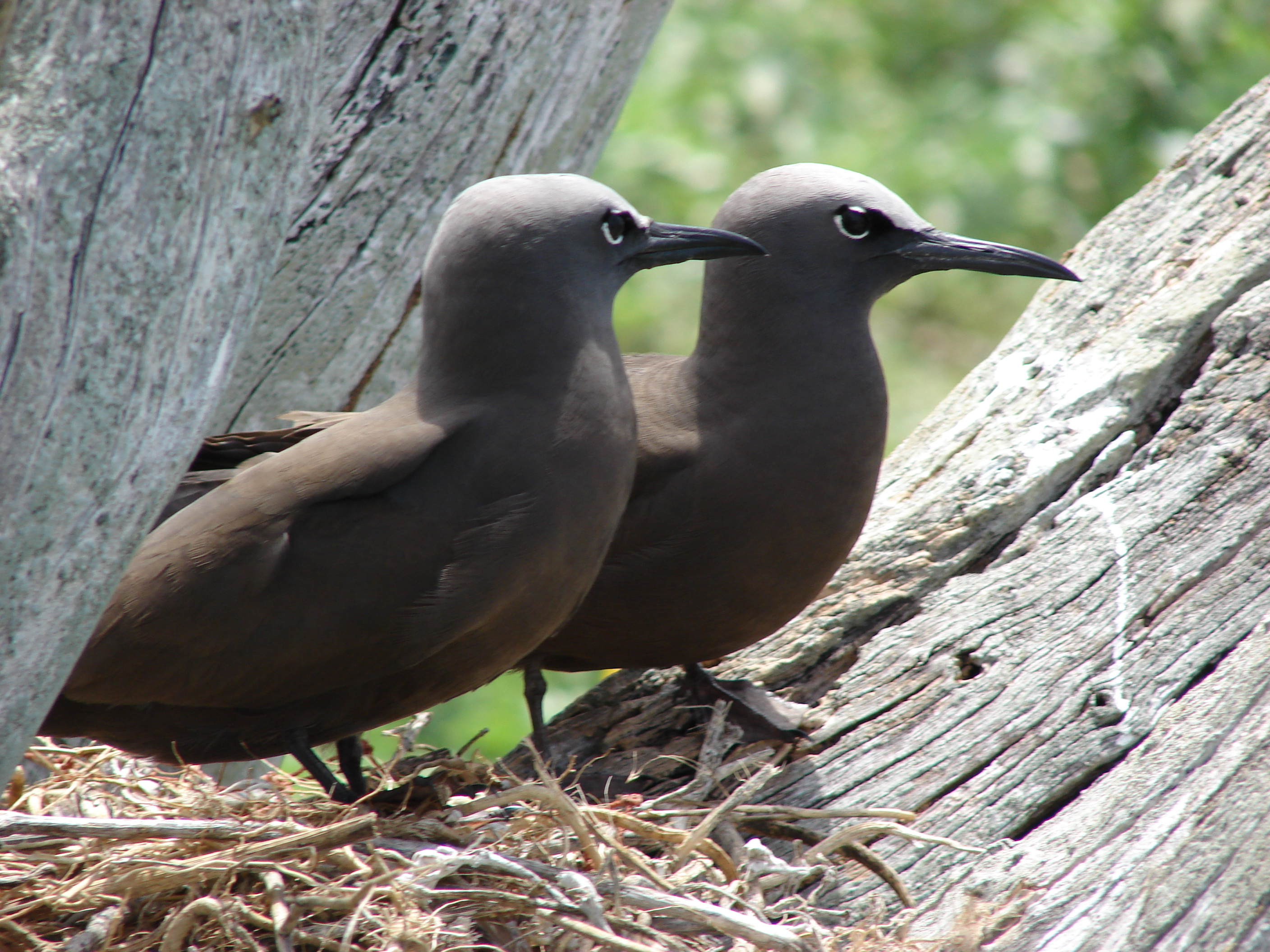
Nido de charrán pardo en ramas de Casuarina equisetifolia

Los charranes normalmente son monógamos, aunque tríos y parejas hembra-hembra han sido observadas en al menos tres especies. La mayoría de los charranes se reproduce anualmente en el mismo tiempo en el año, pero algunas especies tropicales pueden anidar en intervalos menores a 12 meses o asincrónicamente. La mayoría de los estérnidos alcanza la madurez sexual a los tres años, aunque algunas especies pequeñas pueden reproducirse en su segundo año. Algunos charranes marinos, incluyendo el charrán sombrío y el charrán embridado, se aparean por primera vez a los cuatro años o después. Los charranes normalmente se crían en colonias y son filopatras si su hábitat es suficientemente estable. Algunas especies anidan en grupos pequeños o dispersos, pero la mayoría se asienta en colonias de hasta algunos cientos de parejas, con frecuencia, en compañía de otras aves marinas como gaviotas o rayadores. Las especies grandes tienden a formar colonias grandes, en el caso del charrán sombrío las colonias pueden consistir de hasta dos mil parejas. Las parejas de las grandes especies anidan muy cercanas entre sí y se sientan muy apretadas, de modo que es difícil para los depredadores aéreos aterrizar entre ellos. Las especies más pequeñas se asientan de manera menos estrecha y acosan en grupo a los intrusos. Los charranes peruanos y de Damara forman pequeñas colonias dispersas y dependen del plumaje críptico de los huevos y jóvenes para protegerse.
El macho selecciona un territorio, el cual defiende de miembros de la misma especie y restablece una nueva relación con su pareja o atrae a una nueva hembra de ser necesario. El cortejo incluye un vuelo ritual y exhibiciones terrestres, y el macho frecuentemente presenta un pescado a su pareja. La mayoría de las especies no crean nidos, poniendo los huevos en el suelo, sin embargo, el charrán coroniblanco, la golondrina de mar y los charranes de ciénaga construyen nidos flotantes entre la vegetación de sus hábitats de humedal. El charrán negro y el charrán menor construyen nidos de ramitas, plumas y excreciones en ramas de árboles y el charrán pardo, gaviotín de San Ambrosio y el charrán menor forman plataformas de hierba y algas en bordes de barrancos, en cavidades o en otras superficies rocosas. El charrán inca anida en resquicios, cavernas y madrigueras en desuso como lo hace el pingüino de Humboldt. El charrán blanco es el único que pone un solo huevo en las ramas de los árboles directamente.
Usualmente las especies tropicales ponen solo un huevo, pero es típico de regiones más frías encontrar puestas de dos o tres si hay una fuente de comida adecuada. El tiempo de que toma completar la puesta varía pero para especies de lugares templados la incubación toma de 21 a 28 días. Los huevos de la mayoría de las gaviotas y charranes son pardos con manchas oscuras, de modo que sean difíciles de encontrar para los depredadores en la playa. Los polluelos precoces empluman alrededor de 4 semanas después de la eclosión. A las especies tropicales les toma más tiempo debido a que las fuentes de comida son más pobres. Ambos padres incuban los huevos y alimentan a los polluelos aunque la hembra incuba más y pesca menos que su compañero. Las aves jóvenes migran con los adultos. Los charranes tienen esperanzas de vida altas, con individuos que regresan de 7 a 10 temporadas de reproducción. Entre las edades más altas alcanzadas están los 34 años en el caso de un charrán ártico y 32 en el de uno sombrío. Aunque se conoce que muchas otras especies pueden vivir hasta 20 años en cautiverio, las edades más altas registradas son subestimaciones pues las aves pueden sobrepasar el tiempo de vida de sus anillos. La cruza entre especies de charrán es rara e implica especies relacionadas cercanamente entre sí cuando ocurre. Los híbridos registrados incluyen al charrán común con rosado, patinegro con bengalí y negro con aliblanco.

### Alimentación
.

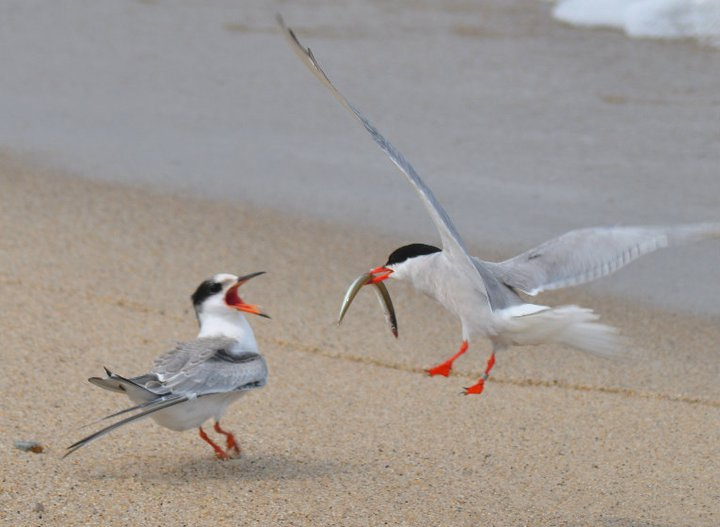
Un charrán común llevando un pez a un charrán juvenil

La mayoría de los charranes atrapan peces por medio de zambullidas, sobrevolando primero y la técnica de acercamiento puede ser utilizada para distinguir especies similares a distancia. Frecuentemente, los charranes marinos cazan en asociación con marsopas o peces depredadores como anjovas, atún o bonitos, gracias a que estos grandes animales marinos dirigen a la presa hacia la superficie. Los charra,es sombríos se alimentan de noche cuando los peces suben a la superficie, y se cree que duermen en el aire ya que se mojan fácilmente. Varias especies de charranes se alimentan de invertebrados, siguiendo el arado o cazando a pie en la marisma. Los charranes de ciénaga normalmente cazan insectos en el aire o los recogen de la superficie del agua dulce. Otras especies utilizan estas técnicas si se da la oportunidad. La habilidad para alimentarse de un charrán aumenta con la edad.
La pagaza piconegra es un depredador oportunista, alimentándose en una gran variedad de hábitats marinos, de agua dulce y terrestres. Dependiendo de la disponibilidad comerá cangrejos pequeños, pescado, langostinos, saltamontes y otros insectos grandes, lagartijas y anfibios. Sus presas de sangre caliente incluyen ratones y los huevos y polluelos de otras aves de costa; pequeños charranes y miembros de su propia especie pueden ser víctimas. De vez en cuando, el charrán piquigualdo también se alimenta de especies inusuales de vertebrados como reptiles agámidos y crías de tortuga verde, y sigue a barcos pesqueros en busca de sus deshechos.
Los ojos de los charranes no se pueden acomodar bajo el agua por lo que dependen de su visión aguda desde el aire antes de zambullirse. Como otras aves marinas que se alimentan en la superficie o se zambullen para obtener comida, los charranes tienen gotas de aceite rojo en los conos de sus retinas; las aves que tienen que ver a través de la interfase agua/aire tienen pigmentos carotenoides con colores más profundos en las gotas de aceite que otras especies. El pigmento también mejora el contraste visual y agudiza la visión a distancia, especialmente en condiciones de bruma, y ayuda a los charranes a localizar cardúmenes de peces, aunque no es claro si lo que pueden observar es el fitoplancton del cual se alimentan los peces o a otras aves alimentándose. El color rojo reduce la sensibilidad ultravioleta, que en cualquier caso es una adaptación más adecuada para los que se alimentan en zonas terrestres como las gaviotas, y esto protege el ojo de daño UV.

## Depredadores y parásitos

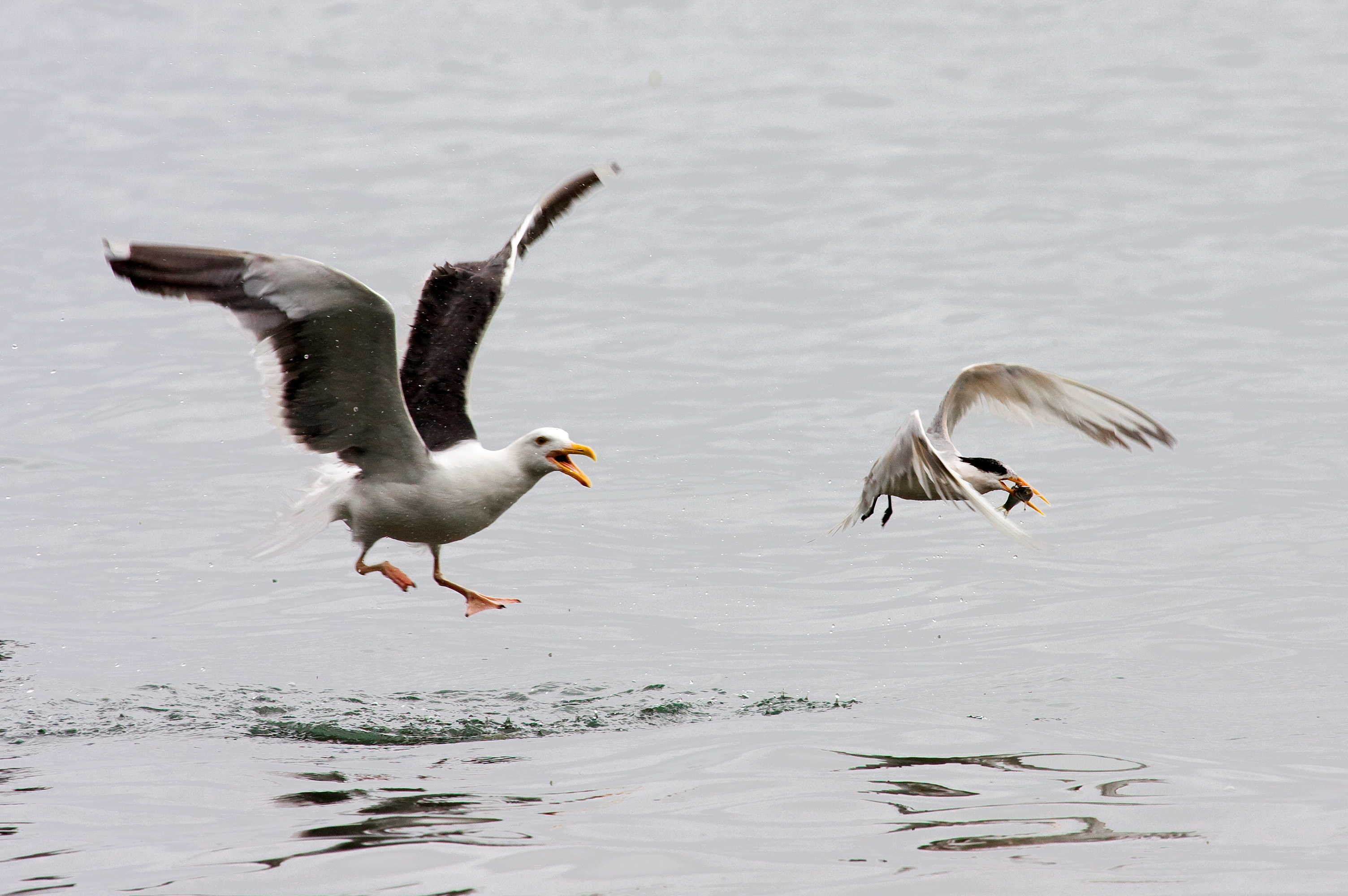
Gaviota occidental cleptoparasítica acosando a un charrán elegante.

La inaccesibilidad de muchas de las colonias de los charranes les proporciona una medio de protección contra depredadores mamíferos, especialmente en islas, pero especies introducidas por los humanos pueden afectar seriamente a las aves en reproducción. Estos pueden ser depredadores como zorros, mapaches, gatos y ratas u otros animales que destruyen el hábitat como conejos, cabras y cerdos. Los problemas no surgieron solo en islas libres de mamíferos como Nueva Zelanda, sino que también en lugares donde carnívoros no nativos como el visón americano en Escocia representa una amenaza poco familiar.
Los charranes adultos pueden ser cazados por búhos y aves rapaces y sus polluelos y huevos pueden ser tomados por garzas, cuervos y gaviotas. Depredadores menos obvios son los vuelvepiedras rojizos en el ártico y las pagazas piconegras en colonias de charrancitos. Las presas de los adultos pueden ser robadas por cleptoparásitos como fragatas, págalos y otros charranes o gaviotas adultas.
Sus parásitos externos son piojos masticadores del género Saemundssonia, piojos de aves y pulgas como Ceratophyllus borealis. Los piojos generalmente son específicos del huésped, y los cercanamente relacionados charranes comunes y árticos pueden acarrear especies muy diferentes. Dentro de sus parásitos internos se incluyen los crustáceos Reighardia sternae, y céstodos como Ligula intestinalis y miembros de los géneros Diphyllobothrium y Schistocephalus. Los charranes normalmente se encuentran libres de parásitos sanguíneos a diferencia de las gaviotas que padecen de parasitosis por especies de Haemoproteus frecuentemente. Una excepción es el charrán pardo que a veces es infectado por protozoos de ese género. En 1961 el charrán común fue la primera especie silvestre en ser identificada por tener la gripe aviar, la variante H5N3 fue encontrada en un brote de aves sudafricanas. Varias especies de charrán han sido catalogados como portadores del virus del Nilo Occidental.

## Relación con los humanos

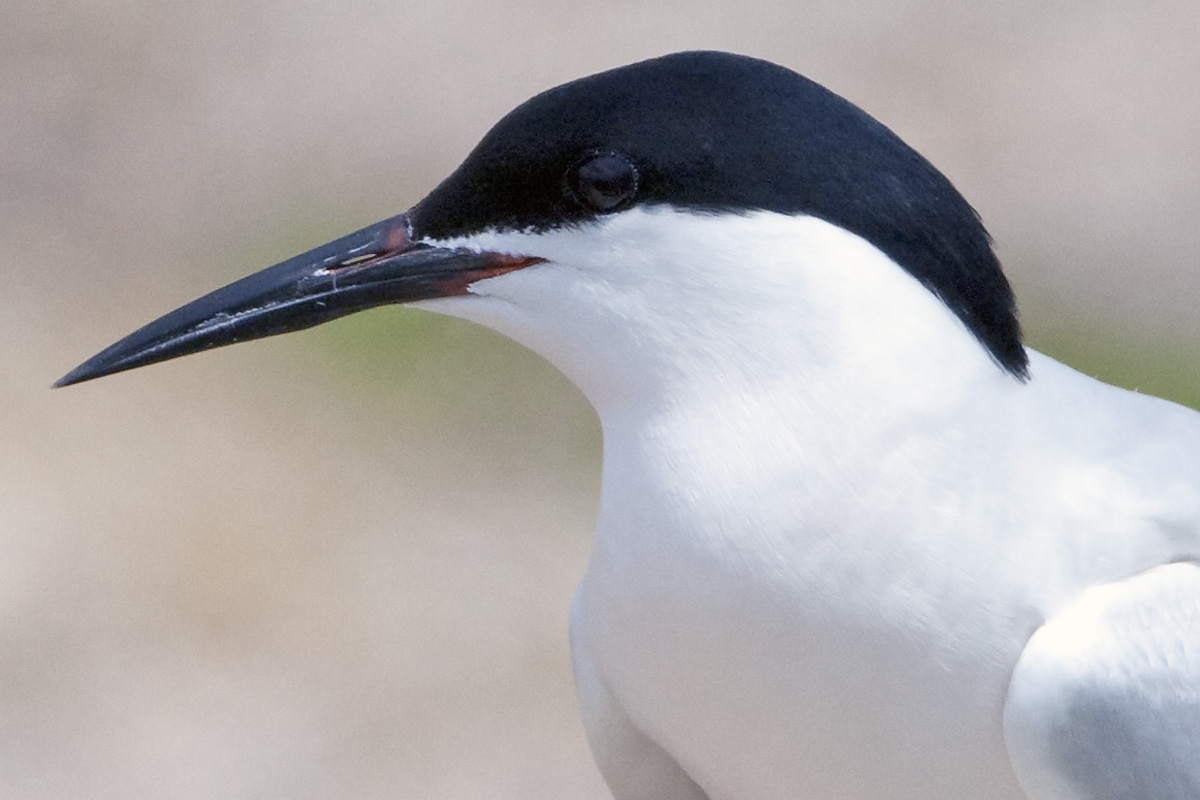
El charrán rosado es atrapado por motivos de alimentación en los lugares donde pasa el invierno

Los charranes y sus huevos han sido alimento de humanos por mucho tiempo y sus colonias han sido saqueadas por marineros en viajes largos gracias a que los huevos o polluelos grandes eran una fuente de proteína sencilla de obtener. Los huevos aún son recogidos de forma ilegal en el sur de Europa y los adultos que pasan el invierno en el Oeste de África y Suramérica son cazados con propósitos alimenticios. El charrán rosado se ve significativamente afectado por esta caza, con un porcentaje de adultos sobrevivientes 10% menor de lo que se esperaría si ocurriera esto de otra forma. En las Indias Occidentales se cree que los huevos del charrán sombrío y rosado tienen propiedades afrodisíacas y son desproporcionadamente buscados por colectores de huevos. Las pieles y plumas de charrán han sido utilizadas para la fabricación de prendas de ropa como capas y sombreros; esto se convirtió en una actividad a gran escala en la segunda mitad del siglo XIX cuando se puso de moda la utilización de plumas en la elaboración de sombreros. Esta tendencia comenzó en Europa y pronto se propagó hacia América y Australia. El blanco era el color preferido y a veces eran utilizadas alas o las aves enteras.
En ocasiones los charranes se han beneficiado de las actividades humanas, siguiendo botes de pesca para encontrar comida fácilmente, aunque algunas aves han quedado atrapadas en redes o tragado plástico. Los pescadores buscaban parvadas de charranes alimentándose, pues estos podían dirigirlos a cardúmenes. La pesca desmesurada de peces pequeños puede generar notorios decaimientos en colonias que dependen de estas presas. De forma más general, la pérdida o los trastornos de las colonias de charranes causados por actividades humanas han producido disminuciones en muchas especies. La contaminación ha sido un problema en algunas áreas, y en las décadas de los sesenta y setenta el DDT causó bajas en huevos debido a la pérdida de grosor de los cascarones. En los ochenta, organocloruros causaron severas disminuciones en el área de los Grandes Lagos en los EE. UU. Debido a su sensibilidad a los contaminantes, los charranes a veces se utilizan como indicadores del nivel de contaminación.
Las mejoras al hábitat utilizadas para incrementar el éxito de reproducción de los charranes incluyen plataformas flotantes para nidos para charranes negros, comunes y pagazas piquirrojas, e islas artificiales creadas para varias especies. Intervenciones más especializadas incluyen cajas para nidos para charranes rosados, que normalmente anidan en el resguardo de la vegetación alta, y el uso de matas de plantas zostera para alentar a charranes comunes a anidar en áreas que no sean vulnerables a las inundaciones.

## Estatus de conservación

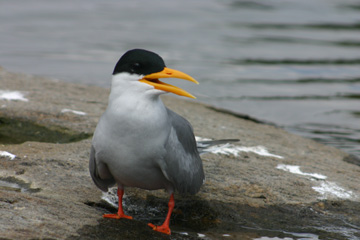
El charrán ventrinegro esta en peligro por actividades humanas.

Más de una especie de charrán se encuentra en peligro; el charrán chino está clasificado como "en peligro crítico de extinción" por A BirdLife International. La población del animal consiste en menos de 50 aves con un rango de reproducción de 9 km² (3.5 mi2) solamente. Esta disminuye por recolección de huevos, perturbaciones ocasionadas por humanos y pérdida de humedales costeros en China. Las otras 3 especies están categorizadas como "en peligro" con poblaciones en disminución de menos de 10,000 aves. El charrán Surasíatico de vientre negro se encuentra amenazado por pérdida de hábitat, recolección de huevos con fines alimenticios, contaminación y depredación. En Nueva Zelanda, el fumarel neozelandés pierde individuos rápidamente debido a la depredación por mamíferos introducidos y verdugos flautistas. La perturbación por ganado bovino y ovino y por actividades humanas también es un factor. El charrancito peruano fue inicialmente dañado por el colapso de las reservas de ancho veta peruanas en 1972, pero las colonias en reproducción subsecuentes se han perdido por la perturbación, la contaminación y la construcción en sus zonas costeras.
El charrancito australiano está descrito como "vulnerable". Las perturbaciones causadas por humanos, perros y vehículos, depredación por especies introducidas y el manejo inapropiado del nivel del agua en Australia Meridional son las razones principales por este declive. Cinco especies se consideran "casi amenazadas", indicando asuntos de menor inquietud o vulnerabilidad potencial únicamente. El charrán elegante está categorizado de esta forma porque el 95% de la población se reproduce en una isla, Isla Rasa en el Golfo de California y el charrán de Kerguelen que tiene una población de menos de 5,000 adultos que se reproducen en islas pequeñas y tormentosas en el Pacífico. Tres especies tienen pronosticado una disminución de números, el charrán inca, de damara y el indio debido a pérdidas substanciales de hábitat y perturbaciones. Algunas subspecies de charrán están en peligro, incluyendo al charrancito americano de california y al charrán de pascuas, una raza del charrán gris.
La mayoría de las especies de charrán están perdiendo individuos debido a la pérdida o perturbación del hábitat de reproducción, contaminación e incremento en la depredación. Las poblaciones de gaviotas han incrementado en el último gracias a la reducción de la perturbación y disponibilidad de la comida por actividades humanas y los charranes han sido forzados a irse de sus áreas de anidación por estas aves más grandes. Algunas especies desafían esta tendencia y muestran incrementos locales, incluyendo el charrán ártico en Escandinavia, la golondrina de mar cerca de los Grandes Lagos y el charrán patinegro en el este de Norteamérica y sus subespecies de pico amarillo, el charrán de Cayenne en el Caribe.
Los charranes están protegidos por legislaciones internacionales como el Acuerdo para la Conservación de aves acuáticas migratorias africanas-eurasiáticas (AEWA) y en EE. UU. y Canadá ley del Tratado de Aves Migratorias de 1918. Se requirió que los partidos considerados en el acuerdo AWEA se involucraran en un amplio rango de estrategias de conservación descritas a detalla en el plan de acción. El plan se formuló para atender a problemas clave como la conservación de especies y conservación de hábitat, manejo de actividades humanas, investigación, educación e implementación. La legislación norteamericana es similar, aunque hay un énfasis más grande en la protección.

### Textos citados
- Barlow, Clive; Wacher, Tim; Disley, Tony (1997). A Field Guide to Birds of The Gambia and Senegal. Robertsbridge: Pica Press. ISBN 1-873403-32-1.
- Brookes, Ian (editor-in-chief) (2006). The Chambers Dictionary, 9ª ed. Edimburgo: Chambers. ISBN 0-550-10105-5.
- Burton, Robert (1985). Bird Behaviour. Londres: Granada Publishing. ISBN 0-246-12440-7.
- Constantine, Mark; The Sound Approach (2006). The Sound Approach to birding: a guide to understanding bird sound. Poole: The Sound Approach. ISBN 90-810933-1-2.
- Coles, Brian (2007). Essentials of Avian Medicine and Surgery. Oxford: Wiley. ISBN 1-4051-5755-0.
- Gochfeld, M; Burger, J. "Family Sternidae (Terns)" pp. 624–667 in del Hoyo, Josep; Elliott, Andrew; Sargatal, Jordi (editors) (1996). Handbook of Birds of the World. 3: Hoatzin to Auks. Barcelona: Lynx Ediciones. ISBN 978-84-87334-20-7.
- Harrison, Peter (1988). Seabirds: An Identification Guide. Londres: Christopher Helm. ISBN 0-7470-1410-8.
- Hume, Rob (1993). The Common Tern. Londres: Hamlyn. ISBN 0-540-01266-1.
- Hume, Rob; Pearson, Bruce (1993). Seabirds. Londres: Hamlyn. ISBN 0-600-57951-4.
- Hutton, Frederick Wollaston; Drummond, James (2011) [1904]. The animals of New Zealand: an account of the dominion's air-breathing vertebrates (reprint edición). Cambridge: Cambridge University Press. ISBN 1-108-04002-0.
- Jobling, James A (2010). The Helm Dictionary of Scientific Bird Names. Londres: Christopher Helm. ISBN 978-1-4081-2501-4.
- Linneo, C (1758). Systema naturae per regna tria naturae, secundum classes, ordines, genera, species, cum characteribus, differentiis, synonymis, locis. Tomus I. Editio decima, reformata. (en latín). Holmiae [Estocolmo]: Laurentii Salvii.
- Lockwood, W B (1984). Oxford Book of British Bird Names. Oxford: Oxford University Press. ISBN 0-19-214155-4.
- Lythgoe, J N (1979). The Ecology of Vision. Oxford: Clarendon Press. ISBN 0-19-854529-0.
- Maehr, David S; Kale, Herbert W (2005). Florida's Birds. Sarasota: Pineapple Press. ISBN 1-56164-335-1.
- Merriam-Webster (2014). «Tern - Definition and More from the Free Merriam-Webster Dictionary». Encyclopedia Britannica. Consultado el 11 de enero de 2014.
- Newton, Ian (2010). Bird Migration (Collins New Naturalist Library 113). Londres: Collins. ISBN 0-00-730732-2.
- Olsen, Klaus Malling; Larsson, Hans (1995). Terns of Europe and North America. Londres: Christopher Helm. ISBN 0-7136-4056-1.
- OED (2002). Oxford English Dictionary. Oxford: Oxford University Press online. (requiere suscripción).
- Perrins, Christopher M; Arlott, Norman (1987). New generation guide to the birds of Britain and Europe. Austin: University of Texas Press. ISBN 0-292-75532-5.
- Rothschild, Miriam; Clay, Theresa (1953). Fleas, Flukes and Cuckoos. A study of bird parasites. Londres: Collins.
- Sinclair, Sandra (1985). How Animals See: Other Visions of Our World [Cómo ven los animales:Otras visiones de nuestro mundo]. Beckenham, Londres: Croom Helm. ISBN 0-7099-3336-3.
- Steele, John H; Thorpe Steve A; Turekian, Karl K (editores) (2001). Encyclopedia of Ocean Sciences. Londres: Academic Press. ISBN 978-0-12-227430-5.
- Svensson, Lars; Mullarney, Killian; Zetterstrom, Dan; Grant, Peter (1999). Collins Bird Guide. Londres: Collins. ISBN 0-00-219728-6.
- Takken, Willem; Knols, Bart G J (editors) (2007). Emerging pests and vector-borne diseases in Europe. Wageningen: Wageningen Academic Publishers. ISBN 90-8686-053-2.
- Turner, William.  Evans, A H, ed. Turner on Birds (Auium præcipuarum, quarum apud Plinium et Aristotelem mentio est, breuis et succincta historia) (1903 edición). Cambridge: Cambridge University Press. Consultado el 11 de enero de 2014. «huius generis est & alia parua auis, nostrati lingua sterna apellata 'There is another small bird of this type, called Stern in local dialect'».
- Watling, Dick (2003). A Guide to the Birds of Fiji and Western Polynesia. Suva, Fiji: Environmental Con-sultants. ISBN 982-9030-04-0.
- Ziegler, Harris Philip; Bischof, Hans-Joachim (eds) (1993). Vision, Brain, and Behavior in Birds: A comparative review. Cambridge: MIT Press. ISBN 0-262-24036-X.